# Astrid Lindgren
Astrid Lindgren (født Astrid Anna Emilia Ericsson 14. november 1907 i Näs ved Vimmerby i Småland, død 28. januar 2002 i Stockholm) var en svensk forfatter kendt over hele verden især for sine børnebøger om blandt andre Pippi Langstrømpe og Emil fra Lønneberg.

## Livsforløb og familieliv
Astrid Ericsson blev født den 14. november 1907 og voksede op på præstegården Näs i Vimmerby i Småland, som hendes forældre Samuel August Ericsson (1875-1969) og Hanna Jonsson Ericsson (1879-1961) forpagtede. Astrid var andet barn i en søskendeflok på fire: storebroren Gunnar (1906-1974) og lillesøstrene Stina (1911-2002, gift Hergin) og Ingegerd (1916-1997, gift Lindström).
Fra Astrid var fem år, kunne hun læse og læste alt, hvad hun kom i nærheden af. Som 13-årig fik hun udgivet en stil i lokalavisen, hvor hun senere blev ansat.
Som 18-årig og journalistelev på Vimmerbytidningen blev hun gravid. Barnets far, avisens chefredaktør, ville gifte sig med hende, hvilket hun afslog og flyttede til Stockholm. Sønnen Lars blev født den 4. december 1926 på Rigshospitalet i København. Han døde i 1986. Hun havde fået hjælp fra en advokat til at klare formaliteterne, og Rigshospitalet viste sig at være det eneste sygehus i Skandinavien, der tog imod fødende kvinder uden at orientere myndighederne, så hun undgik at oplyse, hvem faderen til barnet var. Sønnen var i familiepleje hos familien Stevens de første år, før han i 1929 blev hentet hjem til Stockholm, efter at hans plejemor var blevet syg. I mellemtiden havde Astrid sparet op af sin beskedne løn og besøgt sønnen, så tit hun kunne. I begyndelsen boede de i et værelse, hun havde lejet, og da der ikke var børnehaver eller dagplejer, var det værtinden, der passede sønnen i dagtimerne. Næste forår blev drengen anbragt hos forældrene på Näs. I Stockholm uddannede Astrid sig til sekretær og fik arbejde som kontorist og stenograf. Hun blev boende i Stockholm resten af livet.
I 1928 begyndte Astrid som sekretær i Motormännens Riksförbund, hvor hun mødte sin kommende ægtemand, Sture Lindgren (1898-1952), som var forbundets kontorchef. De giftede sig i april 1931, og hun tog hans efternavn. De flyttede ind i en toværelses lejlighed i Vulcanusgatan, og Lars blev hentet til Stockholm. Sammen fik Astrid og Sture datteren Karin den 21. maj 1934. Astrid Lindgren holdt da op med at arbejde ude og var hjemme hos børnene til 1937. Hver aften fortalte hun eventyr for dem.
I 1941 flyttede familien til en lejlighed i Dalagatan 46 med udsigt over Vasaparken. I tråd med sit beskedne og uhøjtidelige væsen boede hun resten af sit liv i den treværelses lejlighed.
Karin giftede sig i 1958 med Carl-Olof og bærer efternavnet Nyman. Sønnen Lars var da allerede gift, og Lindgren måtte vænne sig til at leve alene, da Sture døde i 1952.

## Arbejdsliv
Parallelt med sit store forfatterskab arbejdede Astrid Lindgren, fra hun var 40 år og de næste 25 år som forlagsredaktør på forlaget Rabén & Sjögren, der udgav alle hendes bøger. Hendes voksenliv og arbejdsliv, bortset fra forfatterskabet, kender man ikke meget til, da hun værnede om sit privatliv.

## Forfatterskabet
Lindgren har beskrevet sin far, Samuel August, som en stor fortæller, der ned til de mindste detaljer kunne livagtiggøre mennesker, miljø og situationer i det smålandske landskab. Faren var meget vigtig for hende, og flere af hans historier genfinder man i hendes bøger. Forældrenes kærlighedshistorie finder man i Samuel August fra Sevedstorp og Hanna i Hult: barndomsminder og essays, der udkom på svensk i 1975.
Meget af forfatterskabet er præget af opvæksten i Småland i begyndelsen af 1900-tallet. Herfra hentede hun naturen og miljøet til de fleste af sine bøger.
I 1930'erne skrev hun to historier til magasinet Landsbygdens jul. Selve forfatterskabet begyndte med historien om Pippi Langstrømpe og varede helt til den sidste bog om Ronja Røverdatter, der udkom, da Lindgren var 74 år gammel.
Historierne om Pippi Langstrømpe begyndte i vinteren 1941, da den syv år gamle Karin lå syg med lungebetændelse og bad sin mor fortælle en historie om Pippi Langstrømpe, et navn hun spontant fandt på. Historierne voksede, men det kneb med at få dem skrevet ned. Først tre år senere, da Astrid Lindgren forvred foden, fik hun nedskrevet historierne for at give dem til Karin som gave på hendes 10-års-fødselsdag.
I 1944 udkom Astrid Lindgrens første bog Britt-Mari lättar sitt hjärta, der gav hende andenpladsen i en børnebogskonkurrence. Året efter vandt hun med manuskriptet om Pippi Langstrømpe, som hun i en anden version havde fået retur fra et forlag. Pippi Langstrømpe blev begyndelsen på en ny epoke i børnebogsverdenen, og hun blev et symbol på det frie menneske, der trodser konventioner og autoriteter og befrier barnet og børnelitteraturen for tung moralisme.
Da Lindgren debuterede som forfatter, var hun inde i en periode med sygdom, ængstelse og bekymring for familien. Særligt efteråret 1944 havde været meget krævende, og hun var spontant begyndt at skrive med stor glæde. Skriveriet blev en flugt fra virkeligheden og en terapi, når bekymringerne satte ind, og hun kom styrket ud. Når jeg skrev, var jeg utilgængelig for alle problemer.
For børn har Lindgren skrevet idylliske historier, detektivhistorier og bøger om ensomme børn. Desuden har hun skrevet essays og bøger for voksne, samt billedbøger, sangtekster og film- og teatermanuskripter. Omkring 40 film er baseret på hendes bøger.
Ifølge Jo Tenfjord lo Lindgren altid af dem, der ville psykologisere hendes bøger. Hvis nogen var prætentiøse på hendes vegne og stillede spørgsmål, som hun syntes var uvæsentlige, kunne hun pludselig spørge på smålandsk dialekt: "Hvor meget koster en almindelig brun hest?" Der er sagt om hende, at hun beholdt barnet i sig hele livet. Selv sagde hun, at hun altid havde "en sorts lekfullhet inför livet". Hun mente, at børn havde en særlig humor, og at den skulle være til stede i bøger for børn. Ligeledes lå det hende på sinde, at børn skulle kende til sorg, ondskab og død. Det findes i verden, og børn må forholde sig til det. Særlig i historien om Brødrene Løvehjerte skriver hun om døden. Et kendt citat fra bogen er:
| Citat                         | Man bliver nødt til at gøre nogle ting, som er farlige. Ellers er man en sølle kryster | Citat |
| Jonatan i Brødrene Løvehjerte |                                                                                        |       |

På spørgsmålet om, hvorfor hun valgte at skrive for børn, har hun svaret:
| Citat           | Jag vill skriva för en läsekrets som skapar mirakel. Barn skapar mirakel när de läser. | Citat |
| Astrid Lindgren |                                                                                        |       |

Astrid Lindgren modtog i 1958 den internationale H.C. Andersen-medalje, også kaldet børnelitteraturens Nobelpris.
Der er blevet gættet på, at Lindgren gemte sig bag pseudonymet Bo Balderson.

### Oversættelser
Lindgrens bøger er blevet oversat til næsten 90 sprog i 102 lande og har solgt over 100 millioner eksemplarer.
Pippi Langstrømpe var den første af Lindgrens bøger, der blev oversat til tysk. Den var allerede blevet afvist af fem tyske forlag, før et nystartet forlag i 1949 udgav bogen. Lindgren forblev trofast over for forlaget, som blandt andet af den grund er blevet et af de største i Tyskland.
Den franske oversættelse af Pippi Langstrømpe kom i 1951 og var strengt censureret for det, som blev anset for at være anarkisme og provokationer. På fransk hedder hun Fifi Brindacier, og den ucensurerede udgave kom først på fransk i 1995.

## Politisk engagement
Astrid Lindgren var meget politisk aktiv, og i de sidste 30 år af sit liv deltog hun ofte i samfundsdebatten.
Hun var mod svensk medlemskab af EU, forsvarede husdyrs rettigheder og var aktiv i miljødebatten.
Den 10. marts 1976 blev der i dagbladet Expressen trykt et af hendes eventyr, Pomperipossa i Monismanien, efter at Lindgren havde opdaget, at hun betalte 102 procent i skat. Finansminister Gunnar Sträng sagde under riksdagsdebatten, at forfatteren måtte have regnet forkert, at hun var god til eventyr, men ikke kunne regne. Han måtte senere erkende, at det ikke var tilfældet. Astrid Lindgren, der havde haft ret fra begyndelsen, foreslog, at de to skulle bytte arbejde, nu hvor det havde vist sig, at det var Sträng, der var god til eventyr, men ikke kunne regne.
Begivenheden gav anledning til et skatteoprør i Sverige, og socialdemokraterne fik kritik for udformningen af skattesystemet og de hånlige bemærkninger, finansminister Sträng og regeringen havde udtalt om Lindgren. Samme efterår tabte de svenske socialdemokrater med Olof Palme i spidsen regeringsmagten ved riksdagsvalget, og de borgerlige kunne danne regering for første gang siden 1936.
Nogle år senere, i 1988, blev en ny dyreværnslov vedtaget under statsminister Ingvar Carlsson. Den fik navnet Lex Lindgren, men Lindgren omtalte den som "fesen", da den ikke holdt det, den lovede. Hendes engagement var alligevel med til i højere grad at åbne forbrugernes øjne for dyrs rettigheder.
Den 3. september 1997 oprettede Astrid Lindgren stiftelsen "Min ko vill ha roligt" (min ko vil have det sjovt), som arbejder for dyrs rettigheder.
I forbindelse med at Lindgren blev tildelt de tyske boghandleres fredspris i 1978, skrev hun talen Aldrig våld! ("Aldrig vold!"). Efter at have læst talen, ønskede arrangørerne ikke, at hun skulle holde den, fordi talen sammenlignede vold i hjemmet med vold i verden, hvilket de mente ville oprøre det tyske publikum. Lindgren selv mente, at når man gav prisen til en børnebogsforfatter, måtte man regne med, at hun ville tage udgangspunkt i børnenes verden, og hvis hun ikke fik lov til at holde talen, ville hun ikke møde op. Hun holdt talen, der blev trykt i store oplag og fik gennemslagskraft. Året efter fik Sverige en lov mod børnemishandling.
Før Sveriges folkeafstemning om kernekraft i 1980, tog Lindgren klar stilling imod den.
Gennem hele livet kæmpede Lindgren først og fremmest for børns rettigheder. Margareta Strømstedt skriver flere steder i sin biograf om hende, at Lindgren havde dårlig samvittighed over ikke at kunne tage sig af sin søn de første år. Det kan have været en af årsagerne til, at hun var så stærkt engageret i børns rettigheder, ikke mindst i sine bøger.

## Begravelsen
Astrid Lindgren døde den 28. januar 2002 i sin lejlighed efter kort tids sygdom på grund af en virusinfektion. Allerede i 1988 havde hun truffet aftale med en kvindelig præst om sin begravelse. Lindgren blev begravet på kvindedagen den 8. marts 2002 fra Storkyrkan, domkirken i Stockholm. Hun blev 94 år.

## Priser i Astrid Lindgrens navn
- Astrid Lindgren-prisen blev indstiftet i 1967 af bogforlaget Rabén & Sjögren og gives som en påskønnelse af svenske forfattere i børnebogsgenren.
- Litteraturprisen til minde om Astrid Lindgren blev indstiftet i 2002 af Sveriges regering. Prisen uddeles til børnebogsforfattere, illustratorer eller organisationer, som fremmer børn og unges læsning og rettigheder i Astrid Lindgrens ånd.

## Biografier og bøger om Astrid Lindgren
- Astrid Lindgren – en livsskildring af Margareta Strømstedt, 1977, 1999.
- Astrid Lindgren – Vildtoring och lägereld af Vivi Edström, 1992.
- Astrid Lindgren och sagans makt af Vivi Edström, 1997.
- Astrid i vida världen af Kerstin Kvint, 1997.
- Grattis Astrid 90 år af Rabén & Sjögren, 1997.
- Astrid från Vimmerby af Lena Törnqvist, 1998.
- Pippi og Sokrates: filosofiske vandringer i Astrid Lindgrens verden af Jørgen Gaare og Øystein Sjaastad 2000.
- Pippi Långstrump als Paradigma. Die deutsche Rezeption Astrid Lindgrens und ihr internationaler Kontext af Astrid Surmatz 2005.
- Från Astrid till Lindgren af Vladimir Oravsky, Kurt Peter Larsen og anonym, 2007.
- Denne dag, et liv – en Astrid Lindgren-biografi af Jens Andersen, Gyldendal, 2014.

## Opkaldt efter Astrid Lindgren
- Astrid Lindgrens skola, Vimmerby.
- Astrid Lindgrens gata, Vimmerby, Norrtälje og Ystad.
- Astrid Lindgrens Terrasse, Stockholm (del af Vasaparken).
- Astrid Lindgrens Barnsjukhus, Solna.
- Astrid Lindgrens berg, Hansta naturreservat (1989).
- Astrid Lindgrens Vej, Silkeborg.
- Asteroide nr. 3204.
- De svenske forskningsatellitter Astrid 1 (1995) og Astrid 2 (1998).
- Astrid Lindgren-skolerne (Die Astrid-Lindgren-Schulen) i Tyskland, kaldet AL-Schule, over 100 skoler.
- Eventyret om Astrid Lindgrens barndom, Christina Björk og Eva Eriksson.

## Udvalgte bøger af Astrid Lindgren
- Pippi Langstrømpe.
- Karlsson på taget.
- Emil fra Lønneberg.
- Kalle Blomkvist.
- Mio, min mio (1954).
- Grynet (1960 – på svensk Madicken).
- Vi på Krageøen (1964 på baggrund af manuskriptet til en TV-serie).
- Brødrene Løvehjerte (1973) (Filmatiseret i 1977 af Olle Hellbom).
- Ronja Røverdatter (1981) (Filmatiseret i 1984 af Tage Danielsson og musical i 1991).
- Alle vi børn i Bulderby (1949).

## Priser og udmærkelser
- 1945 – Svenska Dagbladets litteraturpris.
- 1950 – Nils Holgersson-plaketten.
- 1956 – Deutscher Jugendliteraturpreis.
- 1958 – H.C. Andersen-medaljen.
- 1963 – Astrid Lindgren blev som den første børnebogsforfatter indvalgt i Samfundet De Nio.
- 1970 – Expressens Heffaklump.
- 1970 – Tysk boghandels fredspris.
- 1970 – Litteraturfrämjandets hæderspris Guldskeppet.
- 1971 – Svenska Akademiens store pris.
- 1975 – Litteris et Artibus.
- 1977 – Svenska Deckarakademins pris för børn- og ungdomskrimier.
- 1978 – Illis Quorum.
- 1986 – Stiftelsen Selma Lagerlöfs litteraturpris.
- 1987 – Tolstojmedaljen.
- 1990 – Gustaf Fröding-stipendiet.
- 1994 – Right Livelihood Award-prisen for hendes unikke forfatterskab tilegnet børns rettigheder og respekt for deres individualitet.[7]
- 1997 – Mensaprisen.
- 1997 – Årets svensker i verden.
- 2000 – Æresdoktor ved Linköpings Universitet.
- 2001 – Grammis (Juryns hederspris) – "for her unique authorship dedicated to the rights of children and respect for their individuality."